# اسکادران ۱۴۰

اسکادران حمله‌الکترونیکی-۱۴۰ (VAQ-140) یک اسکادران حمله الکترونیکی نیروی دریایی ایالات متحده آمریکا است. این اسکادران که با نام «میهن پرستان» نیز شناخته می‌شود، در سال ۱۹۸۵ راه‌اندازی شد. پیشرفته‌ترین جنگنده‌ای که این اسکادران در اختیار دارد؛ بوئینگ ئی‌ای-۱۸ است. این اسکادران در پایگاه هوایی جزیره‌ای وهیدبی، در ایالت واشینگتن استقرار دارد.

## تاریخچه
این اسکادران در ۱ اکتبر ۱۹۸۵ تأسیس شد و بلافاصله  وظیفه ارزیابی و آزمایش موشک ای‌جی‌ام-۸۸ هارم  را بر عهده گرفت و اولین اسکادرانی بود که به طور عملیاتی با هارم در عرشه یواس‌اس جان اف. کندی (سی‌وی‌ان-۷۹) مستقر شد. این اسکادران برای آغاز عملیات سپر صحرا در سپتامبر ۱۹۹۱ در عرشه یواس‌اس دوایت آیزنهاور.  مستقر شد و با این ناو برای عملیات دیده‌بان جنوبی به خلیج فارس آمد.
می ۱۹۹۴، اسکادران برای شرکت در پنجاهمین سالگرد روز دی (D-day) و پشتیبانی از عملیات دیده‌بان جنوبی در عراق و همچنین عملیات یخچال شکننده و عملیات گارد شارپ در بوسنی و هرزگوین، در ناوهواپیمابر واشینگتن مستقر شد.  این اسکادران به خاطر تلاش‌های خود در این عملیات‌ها، نشان افتخار (E) را به دست آورد.

در سال ۱۹۹۹، برای حمایت از بمباران ناتو در یوگسلاوی، آنها فرماندهی نیروهای حمله کننده را بر عهده گرفتند که متشکل از ۱۰۰ خدمه هوایی و ۳۰۰ پرسنل پشتیبانی بود.  در حین این عملیات بیش از ۷۴۰ ماموریت جنگی و ۳۳۰۰ ساعت پرواز انجام دادند و توانستند بار دیگر مدال تقدیر یگان نیروی دریایی را به ارمغان آورند.
مهین‌پرستان برای یک استقرار رزمی دیگر در سال ۲۰۰۲ به اولین کشتی خود (یواس‌اس جان اف. کندی (سی‌وی‌ان-۷۹)) بازگشتند، که طی آن در پایگاه هوایی العدید قطر مستقر شدند.
اسکادران-۱۴۰ پس از دوسال استقرار در خشکی مجدداً در ژانویه ۲۰۰۴ برای پشتیبانی از جنگ عراق در یواس‌اس جورج واشینگتن (سی‌وی‌ان-۷۳) مستقر شد.
در می ۲۰۰۵ اسکادران در پایگاه نیروی هوایی، دریایی ایواکونی ژاپن مستقر شد و همزمان نشان افتخار(S) را برای عملیات‌های خود در جنگ عراق بدست آورد.
در سال ۲۰۰۶، این اسکادران یک استقرار طولانی مدت هشت ماهه را با نیمی از اسکادران در پایگاه هوایی عین الاسد، عراق و نیمی  دیگر در یواس‌اس دوایت آیزنهاورآغاز کرد.

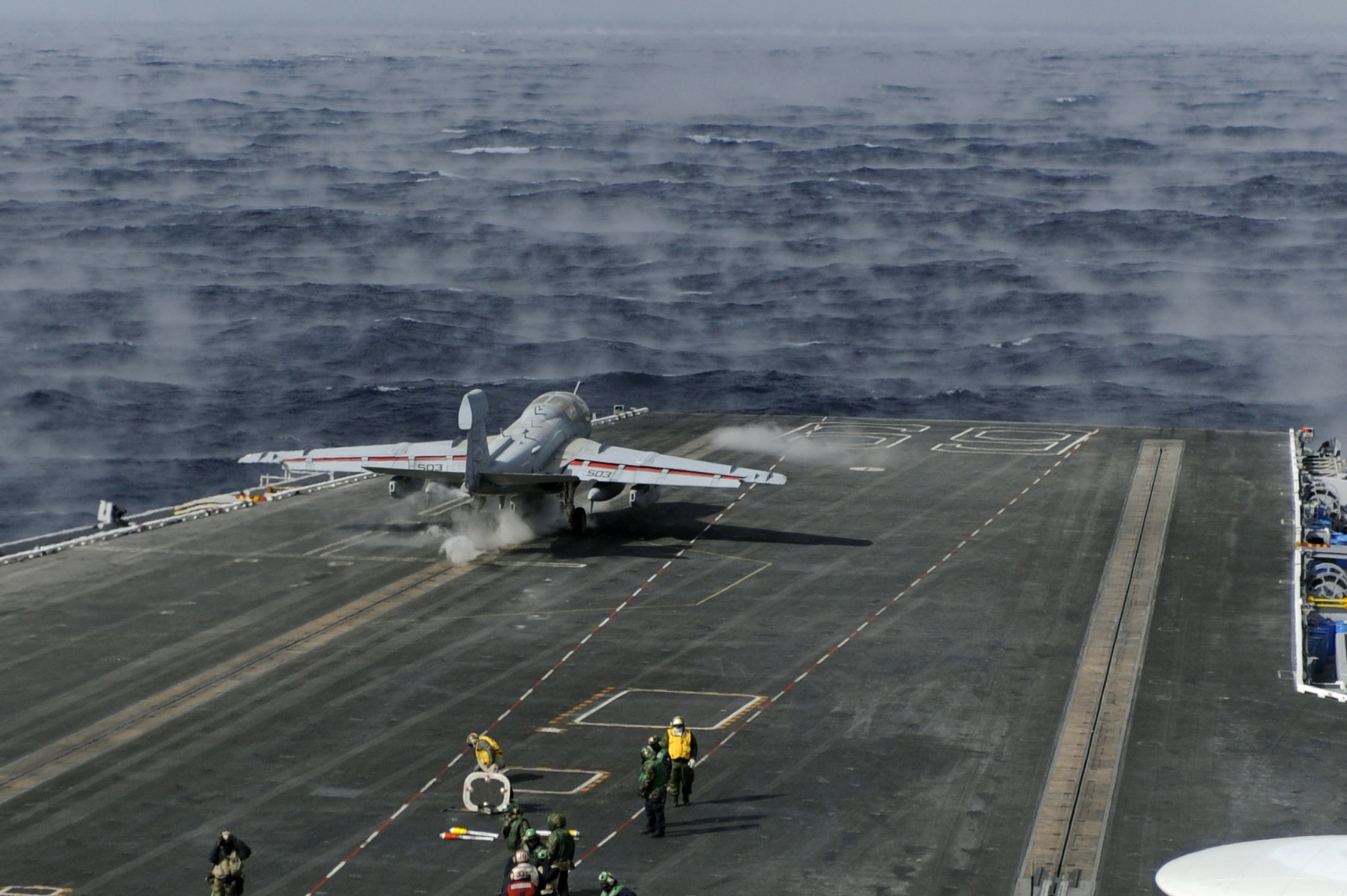
اسکادران۱۴۰ روی ناو آیزنهاور

در آوریل ۲۰۰۸، این اسکادران مجوزی را دریافت کرد که دسترسی‌های آنها را به نرم افزارها و سیستم‌های تسلیحاتی جدید به شدت افزایش می‌داد.  پس از یک دوره کاری موفقیت آمیز، اسکادران در فوریه ۲۰۰۹ در عرشه آیزنهاور برای حمایت از عملیات آزادی پایدار مستقر شد و بیش از ۱۴۳ سورتی پرواز و ۹۱۸ ساعت جنگ را انجام داد.
در اواسط سال ۲۰۱۱، اسکادران برای حمایت از عملیات ناتو بر فراز لیبی به پایگاه هوایی اویانو بازگشت.  در طول این استقرار، اسکادران ۱۶۴ سورتی پرواز و ۱۰۸۶ ساعت رزمی را جمع‌آوری کرد.
پس از بازگشت به پایگاه هوایی وهیدبی ، اسکادران یک برنامه کاری پیش از استقرار را برای ورود ناوگان پنجم نیروی دریایی ایالات متحده آمریکاآغاز کرد . در سال ۲۰۱۲، این اسکادران جوایز (آبی پزشکی "M")، (ایمنی "S")، (آچار طلایی)، (افتخار "E") و (رادفورد) را دریافت کرد.
این اسکادران از نوامبر ۲۰۱۵ تا ژوئیه ۲۰۱۶ در کشتی یواس‌اس هری اس. ترومن  مستقر شد و عملیات جنگی را در عراق و سوریه در حمایت از نیروهای ائتلاف انجام می‌داد و سپس بر روی کشتی لینکلن برای یک عملیات طولانی به نام «Bundless Bummer» برای کاهش تنش با ایران مستقر شد.